# ياسر البحري
ياسر عبد الجليل البحري ( 16 سبتمبر 1975-) كاتب كويتي ومؤلف لعدد من الكتب في أدب السجون. اشتهر بعد إدانته في الولايات المتحدة بتهمة التحرش الجنسي بفتاة أمريكية واغتصابها وقضى 15 سنة في السجن، بينما نفى البحري هذه التهمة واستعرض أدلة على براءته.
تمكن ياسر خلال فترة سجنه من تأليف 22 كتابا في مواضيع متنوعة أشهرها كتابه ”خلف الأسلاك الشائكة“ الذي يروي فيه قصته، أسلم على يديه العديد من السجناء وأسس أربع مكتبات إسلامية في سجون مختلفة. روى البحري تفاصيل قصته من خلال قناته الخاصة على يوتيوب عبر سلسلة أطلق عليها اسم «قاعدة ياسر».
أطلق سراحه عام 2019 وعاد إلى الكويت، استقبلته جميع غفيرة من المواطنين منهم أفراد من عائلته وأصدقاؤه، وعدد كبير من المتعاطفين مع قضيته التي شغلت الرأي العام في الكويت.

## حياته
ولد البحري في مدينة الفحيحيل بدولة الكويت جنوب الكويت العاصمة. احترف كرة القدم وكان لاعبا أساسيا في منتخب الكويت للشباب، لكن الغزو العراقي للكويت منعه من إكمال مسيرته الرياضية التي توقع له الكثيرون بأن تكون واعدة. تعلم العزف على عدد من الآلات الوترية كالعود والكمان والبيانو والغيتار الكلاسيكي. في عام 1997 وعندما كان يبلغ من العمر 22 عاما لحن أغنية بعنوان "يا شيخنا ويا سعد" التي غناها المطرب الكويتي حمد الراشد بمناسبة عودة ولي العهد آنذاك الشيخ سعد العبد الله الصباح من رحلة علاجية. بعد وفاة والده استثمر نصيبه من الميراث في البورصة الكويتية وعدد من الشركات الناشئة، فحقق أرباحًا كثيرة وضاعف من ثروته.
التحق بجامعة الكويت لدراسة الفلسفة وتخرج فيها في يناير 1998، وبسبب تفوقه حصل على بعثة دراسية من جامعة الكويت تكفلت الجامعة بكافة مصاريفها، واختاره رئيس قسم الفلسفة شخصيا لاستكمال دراساته العليا في الولايات المتحدة والحصول على درجتي الماجستير والدكتوراه في الفلسفة السياسية.

### وصوله إلى الولايات المتحدة
درس ياسر سنتين (من عام 1998-2000) في جامعة تكساس في منطقة أوستن بولاية تكساس الأمريكية ونال شهادة الماجستير بامتياز من كلية بوسطن في ولاية ماساشوستس بتخصص الفلسفة السياسية، وهناك تزوج من ابنة عمه ورزق منها بطفلتين. في أغسطس 2001 قُبل في برنامج الدكتوراه بجامعة ولاية فلوريدا فانتقل برفقة زوجته وابنتيه إلى ولاية فلوريدا وتحديدا في منطقة تالاهاسي حيث تقيم شقيقته مع زوجها وكانت تدرس الدكتوراه أيضا.
بدأ ياسر الدراسة لنيل شهادة الدكتوراه، وأثناء دراسته قرر تأسيس مشروع تجاري فافتتح عام 2005 مقهى على الطراز العربي في فلوريدا بالشراكة مع أخيه الأصغر ليكون مكان لاجتماع الجاليات العربية وتعارف ثقافي بين الطلاب العرب والأمريكيين. كان المقهى يقدم المأكولات والمشروبات الشرقية إلى جانب الشيشة، وما لبث أن أصبح أكبر وأشهر مقاهي فلوريدا. وبات المقهى الذي يقع بالقرب من الصرح الجامعي يدر دخلًا يقدر بألفي دولار يوميا، وهو ما جعل ياسر سعيدا بهذا النجاح. في عام 2006، أصبح ياسر مرشحًا رسميًا لنيل شهادة الدكتوراه في جامعة ولاية فلوريدا، ولم يتبقى من مشواره الدراسي سوى بضعة شهور.

### قصة سجنه
بدأت فصول معاناة ياسر قبل أشهر قليلة فقط من تخرجه ونيله لشهادة الدكتوراه، ففي عام 2007 وبعد أن اشترى منزلًا في منطقة تالاهاسي وأعده كمفاجأة لزوجته وطفلتيه للعيش فيه، تفاجأ بموظفة لم تكمل يومها الرابع في العمل بالمقهى تشتكي عليه بتهمة التحرش بها واغتصابها وقدمت شكوى للشرطة بذلك التي بدورها قدمت طلبًا للقاضي باعتقاله ومنعه من السفر. فسجن ياسر لمدة سنتين على ذمة التحقيق.
ذكر ذوي ياسر أن المحامي الأميركي الذي وكله ياسر قد وعده بسرعة الإفراج عنه، لأن جميع الفحوصات الطبية للفتاة أظهرت براءة ياسر من الاعتداء عليها، لكن هيئة المحلفين في المحكمة وقفت إلى جانب الفتاة ليحكم القاضي في سبتمبر 2008 ضد ياسر بالسجن 15 عاما.
تنقل ياسر خلال سجنه في سبعة سجون بولاية فلوريدا قضى منها 1000 ليلة داخل زنزانة انفرادية، ذكر محمد البحري أن شقيقه ياسر كان مواظبًا على الصلاة في السجن، مما أثار الفضول عند السجناء للتعرف على الإسلام، ونتيجه لذلك فقد أسلم على يديه أكثر من 500 شخص، أسس ياسر أربع مكتبات إسلامية في سجون مختلفة من الكتب التي كان يطلبها من زوجته وأفراد عائلته وكانت تصل إليه عن طريق الشحن رغم ما كانوا يتكبدونه من مصاعب أثناء إدخال الكتب. كما تعلم في السجن اللغة الإسبانية ولغة الإشارة، إضافة إلى إجادته الإنجليزية وقليلا من الفارسية. ألف ياسر خلال فترة سجنه 22 كتابا، ككتاب خلف الأسلاك الشائكة، وألف ليلة حبس انفرادي وهما باللغة العربية، إضافة إلى كتاب بالإنجليزية بعنوان "إحياء المسيح" (Jesus Resuscitated). أنهى عام 2010 وخلال سجنه أطروحة الدكتوراه مكونة من 900 صفحة عن الفلسفة السياسية للفيلسوف الإنجليزي توماس هوبز، كما كتب بضعة كتب باللغة الإنجليزية عن مقارنة الأديان.

## عودته إلى الكويت
في 19 نوفمبر 2019 وصل ياسر إلى مطار الكويت قادما من فلوريدا بعد أن أنهى إجراءات سفره في مطار تالاهاسي برفقة القنصل العام للكويت في نيويورك حمد الهزيم واثنان من ضباط الهجرة من أميركا. استقبلته جموع غفيرة من المواطنين منهم أفراد من عائلته وأصدقاؤه، وعدد كبير من المتعاطفين مع قضيته التي شغلت الرأي العام في الكويت. وامتلأت صالة الاستقبال في مطار الكويت بالمواطنين ورفع عدد من المتواجدين صوره وعبارات التهنئة بعودته سالمًا إلى بلاده بعد التحضير المسبق والدعوة العامة لاستقباله، مستنكرين التهمة التي تسببت بسجنه وواصفينها بأنها تهمة كيدية، حيث أثنى عليه أصدقاءه ومعارفه ونعتوه بالخلوق والبشوش.
ذكرت شقيقة ياسر في تصريح لصحيفة «الأنباء» أن شقيقها ظلم بسبب «العنصرية»، مشيرة إلى أن التهمة التي وجهت له وعلى فرض أنها ثبتت عليه فإن القانون يعاقب عليها بالسجن 5 سنوات إلا أنه ياسر نال عقوبة الحبس 15 عاما.
ذكر محامي ياسر في الكويت أنه وفور وصول ياسر إلى بلاده، سيعمل على قضية القروض التي كان قد حصل عليها ياسر من أحد البنوك لتمويل مشروع المقهى، إلى جانب قضية ديون بعثة جامعة الكويت التي سحبت منه المنحة بسبب القضية.

## حياته الخاصة
متزوج من أسماء البحري (توفيت في 14 يوليو 2024) ولديه ابنتين: مريم وهيا.

## مؤلفاته

### بالعربية
- 2015:خلف الأسلاك الشائكة: يحكي ياسر في هذا الكتاب عن القضايا الملفقة له ومعاناته في قصور العدل الأمريكية وسجونها (لم ينشر حتى نوفمبر 2017).[1]
- 2016: ألف ليلة حبس انفرادي: وهو الجزء الثاني لقصته المأساوية وصراعه مع “العدالة” في الولايات المتحدة وسجونها.[1]
- إحياء المسيح (بالإنجليزية).
- 2016: إسلاموفوبيا في أمريكا: يشرح عن كيفية بدأ حملة شرسة في الولايات المتحدة تقوم بتحريض الامريكان على بغض وكره العرب والمسلمين أينما وجدوا.[1]
- 2012: رواية (أنس في بلاد العناكب): وهو في الأصل نص مسرحي باسم غوانتانامو بيه، يركز فيه على براءة بعض المعتقلين المسلمين في ذلك المعتقل.[1]
- حماة إسرائيل.
- أول هجوم انتحاري فتاك في التاريخ.
- شباب الأزمة.
- عصابة ام-اس-13 اللاتينية.
- وللكلاب حظوظ.
- لبيك يا إسرائيل: كتاب يشرح عن كيفية قيام بعض يهود أمريكا الأثرياء بالتأثير سلبا على سياسة أمريكا الخارجية تجاه الفلسطينيين والعرب لصالح إسرائيل.
- من يقول الناس إني أنا.[10]

### بالإنجليزية
- Meet God’s Sons (And Daughters)
- Who Do People Say I am?
- The First Suicide Attack Ever
- Incognito: The Secret Lives of the Brain
- The House of Cons: Games Inmates Play